# Maksym Stojan
Maksym Anatolijowycz Stojan, ukr. Максим Анатолійович Стоян (ur. 19 sierpnia 1980 w Hrebinkach) – ukraiński piłkarz, grający na pozycji obrońcy.

## Kariera piłkarska

### Kariera klubowa
Wychowanek DJuSSz w Szczasływem. W 1997 razem ze swoim młodszym bratem Denysem rozpoczął karierę piłkarską w Borysfenie Boryspol. W końcu 2002 próbował swoich sił w pierwszoligowym klubie Arsenał Kijów, w barwach którego 3 listopada 2002 debiutował w Wyższej lidze. Potem występował w klubach Czornomoreć Odessa, Obołoń Kijów, Dnipro Czerkasy, Desna Czernihów i MFK Mikołajów. Latem 2009 powrócił do Desny. W lipcu 2010 przeszedł do Arsenału Biała Cerkiew

## Sukcesy i odznaczenia

### Sukcesy klubowe
- mistrz Drugiej Ligi: 2000
- zdobywca Drugiej Ligi: 2000